# Caledoniscincus festivus
Caledoniscincus festivus är en ödleart som beskrevs av  Roux 1913. Caledoniscincus festivus ingår i släktet Caledoniscincus och familjen skinkar. IUCN kategoriserar arten globalt som livskraftig. Inga underarter finns listade.